# Dudley (district)
Dudley is een district in het Engelse graafschap West Midlands. Het district telt 321.000 inwoners en de oppervlakte bedraagt 98 km². Hoofdplaats is Dudley (West Midlands).
Van de bevolking is 16,7% ouder dan 65 jaar. De werkloosheid bedraagt 3,9% van de beroepsbevolking (cijfers volkstelling 2001).